# Sete Casas
Sete Casas é um bairro brasileiro da cidade de Patos, estado da Paraíba. De acordo com o Instituto Brasileiro de Geografia e Estatística (IBGE), a população em 2010 foi de 1.225 habitantes, sendo 596 homens e 629 mulheres.
No bairro está encravado os seguintes loteamentos: Loteamento Wantuy da Silva Martins, Loteamento Jardim Colonial, Loteamento Jardim Espinharas (Quadras 06 a 15), Loteamento Jardim Vila Rica, Loteamento Jardim Severino Martins (Quadras 07 a 32, 34 a 53, 56 a 57), Loteamento Jardim Etelvina Damasceno (Quadras 09 a 30), Loteamento Jardim Floresta e Loteamento Planalto Cicero Torres (Quadras 26 a 39).

## Histórico

### Surgimento
Em 1978, cerca de duzentos ciganos montaram acampamento em Patos em terreno doado pela prefeitura na administração de Edmilson Mota, com a construção de Sete Casas, termos que originaram o nome da localidade.

### Lei de denominação
No dia 5 de setembro de 2017, o Projeto de Lei n° 064/2017 foi aprovado na Câmara Municipal de Patos. O PL que denomina oficialmente a área urbana foi sancionado em 8 de setembro de 2017 pelo prefeito Dinaldinho e se tornou a Lei nº 4.906/2017, sendo publicado no Diário Oficial do Município de Patos em 9 de setembro de 2017.